# 中国科学院吐鲁番沙漠植物园
中国科学院吐鲁番沙漠植物园（維吾爾語：تۇرپان قۇملۇق ئۆسۈملۈكلەرى باغچىسى‎）是隶属中国科学院新疆生态与地理研究所，以收集、保育干旱区荒漠植物为主的植物园，位于中华人民共和国新疆维吾尔自治区吐鲁番市。中国科学院吐鲁番沙漠植物园是温带荒漠植物物种多样性最丰富的荒漠特殊种质资源储备库，也是世界海拔最低的植物园。
中国科学院吐鲁番沙漠植物园前身可追溯到1972年成立的吐鲁番治红旗沙站，植物园于1976年正式挂牌成立。当地以海拔低、气温高、干燥少雨的环境气候特点著称。1972年到2022年年间，中国科学院吐鲁番沙漠植物园保育有柽柳属、沙拐枣属、沙冬青属、白刺属、甘草属、梭梭属等属下570种荒漠植物种子资源，引种植物超过830种，育苗近340万株；收集和保存45种珍稀濒危植物和超过100种优良固沙植物。

## 建园历史

### 背景与前身

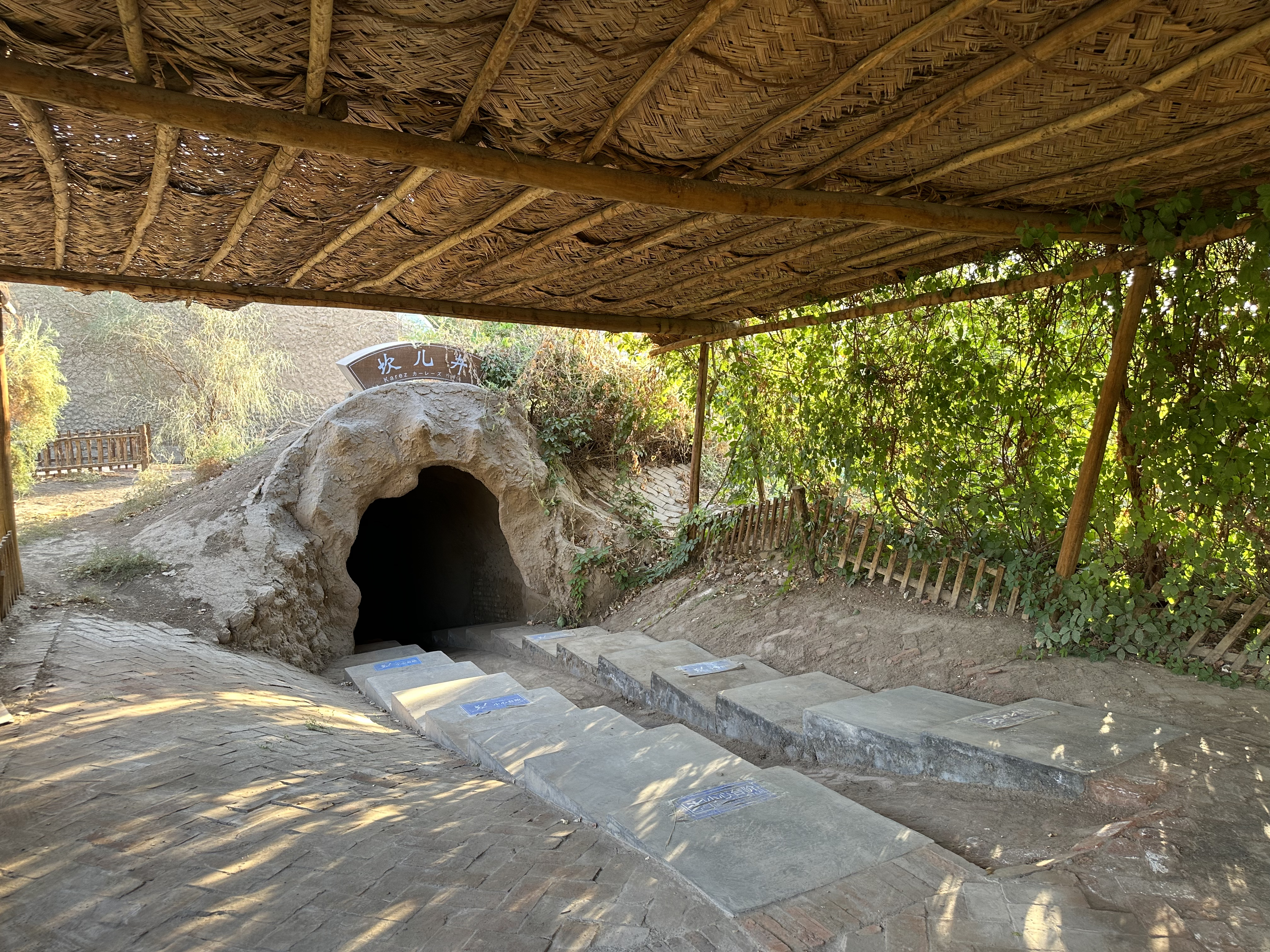
中国科学院吐鲁番沙漠植物园内的坎儿井

20世纪70年代初期，吐鲁番县红旗公社（今恰特喀勒乡境内）分布着9万亩（约60平方千米）风蚀、流沙地，由此产生的沙患威胁着当地农民的农业生产。为治理当地沙患，中国科学院新疆生物土壤沙漠研究所（今中国科学院新疆生态与地理研究所）和吐鲁番当地林业工作站的科研人员在当地成立吐鲁番治红旗沙站。针对吐鲁番当地特有的气候、土壤条件及沙患特征，治沙站的科研人员从中国西北多地引种不同种抗风、固沙、耐旱的乔木、灌木、草本植物。并利用坎儿井冬季农闲时期的水源灌溉造林。
经过数年实验，治沙站在当地建成20平方千米由沙拐枣和胡杨为优势种的防风固沙林和农田防护林组成的林网体系，成为中国沙漠化治理的成果示范基地。1975年，由中国科学院新疆生物土壤沙漠研究所、新疆八一农学院（今新疆农业大学）林学系、吐鲁番县林业站、吐鲁番红旗治沙站联合规划，在已建成的林地中，划出7万平方米做沙漠植物系统标本园，并建立约2万平方米的引种实验苗圃，主要收集各类荒漠地区的木本植物，沙漠植物园引种、研究、建设的前期工作开始进行。

### 植物园的建设
1976年，沙漠植物园改由中国科学院新疆生物土壤沙漠研究所筹建，在建立科研区和生活居住区后，中国科学院吐鲁番沙漠植物园正式挂牌建立，基础设施建设及科学研究工作同时开始。自建园起，吐鲁番沙漠植物园的发展模式即“以科技促建园”，1980年超过80种沙漠植物成功引种，沙漠植物园成型。吐鲁番沙漠植物园于1982年开始承担中国科学院生物学部重点课题“优良固沙植物引种驯化研究”，植物园科研人员开始从新疆、甘肃、宁夏等省份的干旱荒漠区引种植物，当年定植沙漠植物超过170种。吐鲁番沙漠植物园因该研究获得专项经费，使沙漠植物园条件得以提升。植物园面积从规划的7万平方米增至15万平方米。
1985年，中国科学院生物学部宋振能常务副主任视察中国科学院吐鲁番沙漠植物园后，根据其建议，以及吐鲁番市人民政府和恰特卡勒乡人民政府的支持下，沙漠植物园获得土地证，园区面积增至近0.34平方千米。1994年，中国科学院吐鲁番沙漠植物园加入国际植物园保护联盟。1989年，中国科学院吐鲁番沙漠植物园加入中国科学院植物园工作委员会。作为中国科学院系统的植物园之一的吐鲁番沙漠植物园，多次获得中国科学院的专项建园经费和科学研究的工作指导。2004年，吐鲁番沙漠植物园获得“生物多样性保护议程”中有关植物引种、环境保护及可持续利用相关内容实施的授权。吐鲁番沙漠植物园于2007年进入中国科学院知识创新体系，并将面积扩大到1.5平方千米，引种植物从中国荒漠区扩大到中亚荒漠区。
2010年到2020年的10年间，中国科学院吐鲁番沙漠植物园经过多个改造优化的项目。完成对实验楼、园区内多条道路等基础设施改造和修缮；新建包括综合楼、专家公寓、北园大门、南园大门等新设施；完成对荒漠区经济果木专类园、民族药用植物专类园、柽柳植物专类园等专类园区内植物物种补充和景观优化，建设了包括补血草专类园在内的新园区建设和相关物种的收集保存。引种植物的产地扩大到蒙古、俄罗斯、捷克、南非、毛里塔尼亚等亚洲、欧洲、非洲国家。

## 气候环境
中国科学院吐鲁番沙漠植物园位于欧亚大陆腹地，吐鲁番盆地东南部，属于典型的内陆干旱荒漠气候。当地环境特点以“低、干、热“为主，海拔-95米到-76米；年均降水量16.4毫米，蒸发量大于3000毫米；平均气温高于13.9℃，极端最高气温超过47.5℃，每年沙地最高温度可高于80℃，高于10℃的年平均积温超过5454℃，无霜期超过265天。当地地带性土壤以灰棕色荒漠土为主，土壤呈碱性。地貌以雅丹地貌、流动沙地、沙丘地貌为主。地下水深10米到15米。

## 主要植物和园区构成

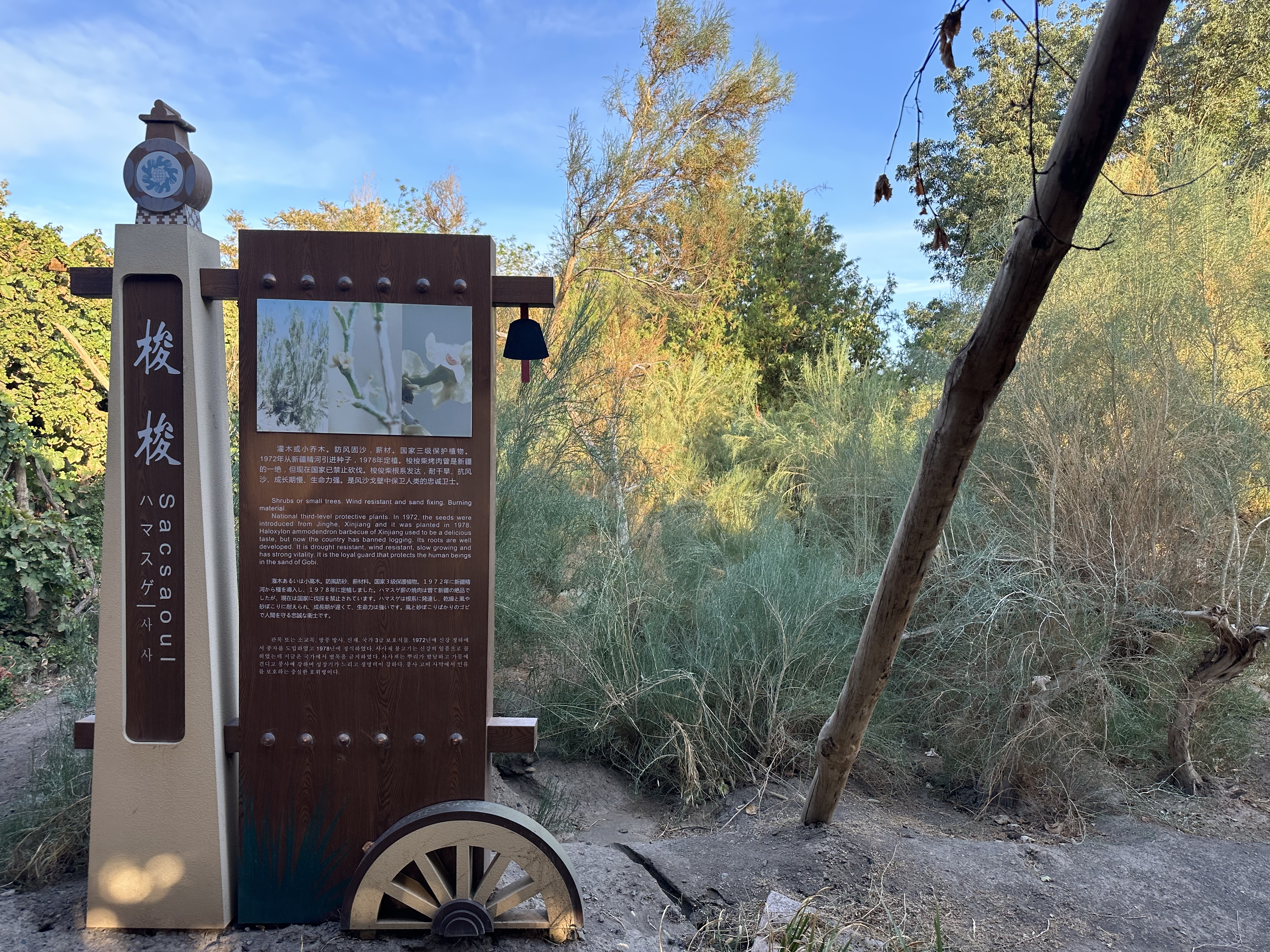
中国科学院吐鲁番沙漠植物园内的梭梭

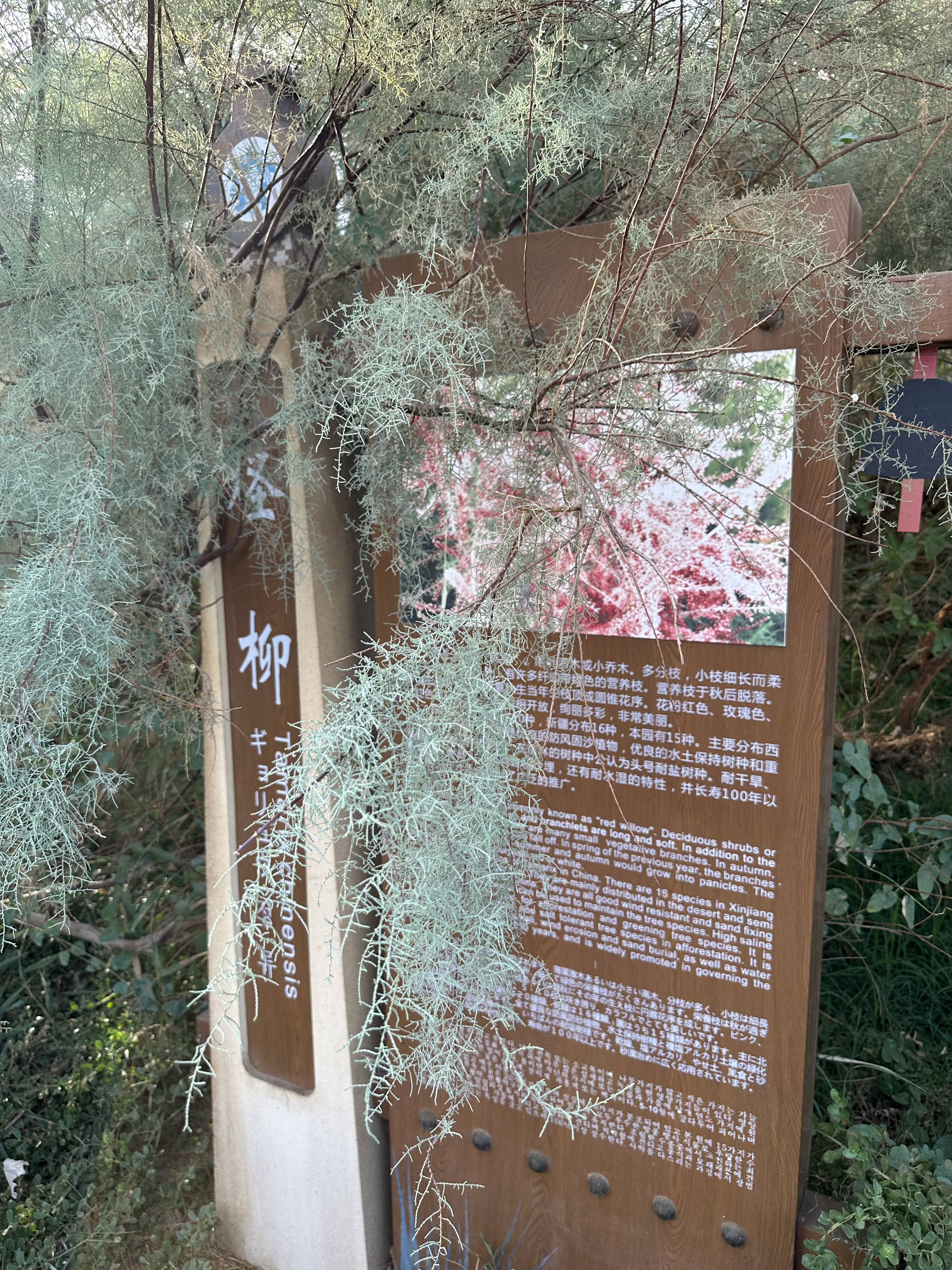
中国科学院吐鲁番沙漠植物园的柽柳

从1972年到2022年的50年间，中国科学院吐鲁番沙漠植物园保育有570种荒漠植物种子资源，共超过3800份，引种植物超过830种，育苗近340万株；45种珍稀濒危植物、超过100种优良固沙植物得以收集和保存。建成各类干旱荒漠区植物数据库13个，包括“荒漠植物基础信息数据库”“沙拐枣属植物信息科技信息平台”等。中国科学院吐鲁番沙漠植物园已建成10余个专类园区，包括荒漠植物活体种质标本园、沙拐枣专类园、柽柳植物专类园、民族药用植物专类园、荒漠珍稀濒危植物专类园、盐生荒漠植物专类园、荒漠经济果木专类园、准噶尔荒漠景观区等。这些园区展示了干旱区地域特征和荒漠生态的景观。
其中荒漠植物活体种质标本园是中国科学院吐鲁番沙漠植物园最早建立的园区之一，占地8万平方米。特色植物群类包括柽柳属、沙拐枣属、沙冬青属、白刺属、甘草属、梭梭属。中国荒漠地区分布总属种数的八成以上被收集入活体种质标本园，其中一些属种是中国特有种或分布区建群种。柽柳植物专类园和沙拐枣专类园分别于1992年和2006年建立。柽柳植物专类园于2018年从20000平方米增至超过46000平方米。柽柳植物专类园收集有至少3属20种的柽柳科植物，包括柽柳、密花柽柳、甘蒙柽柳等。柽柳植物专类园拥有柽柳科植物物种资源最多的种质资源库。沙拐枣专类园面积40000平方米。沙拐枣专类园收集中国出产的沙拐枣属植物的九成，引种定植19种或变种沙拐枣属植物，包括乔木状沙拐枣、无叶沙拐枣、艾比湖沙拐枣等。沙漠植物园的沙拐枣属植物以翅果派、基翅派、刺果派、泡果派作为典型代表种作为建群种，按不同的生境类型布局，并设置伴生灌木及多年生草本植物。
民族药用植物专类园于1992年建立，规划面积30000平方米，收集以维吾尔族药用植物为主，包括哈萨克族、蒙古族等其他民族使用的草药植物种类95种，代表植物包括枸杞、甘草、麻黄、罗布麻等。荒漠珍稀濒危植物专类园内收集有包括新疆沙冬青、银砂槐、新疆野苹果在内的50种荒漠珍稀濒危植物。盐生荒漠植物专类园收集有盐爪爪、盐穗木、碱蓬等30种盐生荒漠植物。荒漠经济果木专类园有90个分类群的经济果木，代表植物包括野苹果、巴旦杏、沙枣、核桃等。除了植物园内的植物，中国科学院吐鲁番沙漠植物园周边还建有4平方千米的人工灌木防沙示范林、6平方千米的农田沙害治理样板、0.67平方千米的农业示范区。

## 主要功能
除了对温带干旱荒漠和中亚地区温带荒漠植物区系成份植物种质资源引种收集、迁地保育外，中国科学院吐鲁番沙漠植物园主要功能还包括开发利用、科学研究、科普展示相关植物种质资源。吐鲁番沙漠植物园为中国三北防护林工程、防沙治沙工程、退耕还林还草工程、沙漠公路防护林工程、干旱地区城市防护绿地建设工程等工程提供荒漠植物苗木上百万株、种子50吨以上。柽柳引种栽培技术、防风固沙营造技术等在南疆地区成功运用，至少建立起667平方千米的柽柳植被。在塔克拉玛干沙漠，从吐鲁番沙漠植物园筛选引种的植物在沙漠中的绿洲、沙漠公路组成全线防沙林。
中国科学院吐鲁番沙漠植物园也会参与到新疆本土植物调查中，如2018年沙漠植物园对新疆主要植被分布山系——天山山脉、阿尔泰山、特巴哈台山、昆仑山进行的植物调查，这次调查涵盖九成以上新疆本土植物种。2021年，中国科学院吐鲁番沙漠植物园作为首席单位承担“伊犁河谷生态系统与生物多样性调查”项目。中国科学院吐鲁番沙漠植物园的研究团队长期进行新疆本土抗逆植物基因资源的研究工作，如成功将本土抗逆植物柽柳、准噶尔无叶豆等植物中的抗逆基因利用于棉花种植方面。2021年吐鲁番沙漠植物园等单位作为支撑平台，建立新疆抗逆植物基因资源保育与利用重点实验室。
在生物多样性国际日、中国全国科普日等纪念日，中国科学院吐鲁番沙漠植物园会举办不同的科普活动。如2022年世界生物多样性日举办的“沙枣，拐枣，沙拐枣，要好吃还是要你好看”科普直播活动；2022年全国科普日举办《千变万化的叶子》科普讲座等。

## 所获称号
中国科学院吐鲁番沙漠植物园于2008年被中国野生植物保护协会授予“全国野生植物保护科普教育基地”称号。
2009年，被中国生物多样性保护基金会授予“中国生物多样性保育示范基地”称号。
2022年4月，中国科学院吐鲁番沙漠植物园被中国科学技术协会列入《2021—2025年第一批全国科普教育基地名单》。

## 图库
| - 中国科学院吐鲁番沙漠植物园的蓖麻 - 中国科学院吐鲁番沙漠植物园的石刁柏 - 中国科学院吐鲁番沙漠植物园的中麻黄 - 中国科学院吐鲁番沙漠植物园的曼陀罗花 - 中国科学院吐鲁番沙漠植物园的射干 - 中国科学院吐鲁番沙漠植物园的文冠果 - 中国科学院吐鲁番沙漠植物园的戟叶鹅绒藤 - 中国科学院吐鲁番沙漠植物园的蒙古沙冬青 |